# Sebastião Burnay
Sebastião Botelho Moniz Bustorff Burnay (Lisboa, 26 de dezembro de 1991) é um músico, poeta, escritor e advogado português. Concorreu na 8ª edição do programa The Voice Portugal, chegando até a etapa das Batalhas. É autor dos livros Encontros com o mar e o Universo e Neon Timor, ambos publicados pela Casa Brasileira de Livros. Destacou-se como poeta ao se tornar primeiro vencedor do Prémio Internacional Pena de Ouro de sua categoria, em 2020. Desde então, é um dos jurados do prêmio.

## Obra
- Encontros com o mar e o Universo. Casa Brasileira de Livros, Rio Pardo, 2021.[3]
- Neon Timor. Casa Brasileira de Livros, Rio Pardo, 2023.[9]

## Participação em antologias
- Pena de Ouro 2020: o Livro dos Finalistas. Casa Brasileira de Livros, Rio Pardo, 2021.